# Église de la Nativité-de-la-Sainte-Vierge de Cirès
Pour les articles homonymes, voir Église de la Nativité-de-la-Sainte-Vierge.
L'église Nativité-de-la-Sainte-Vierge est une église catholique située à Cirès, en France.
Elle fait l'objet d'une protection au titre des monuments historiques.

## Localisation

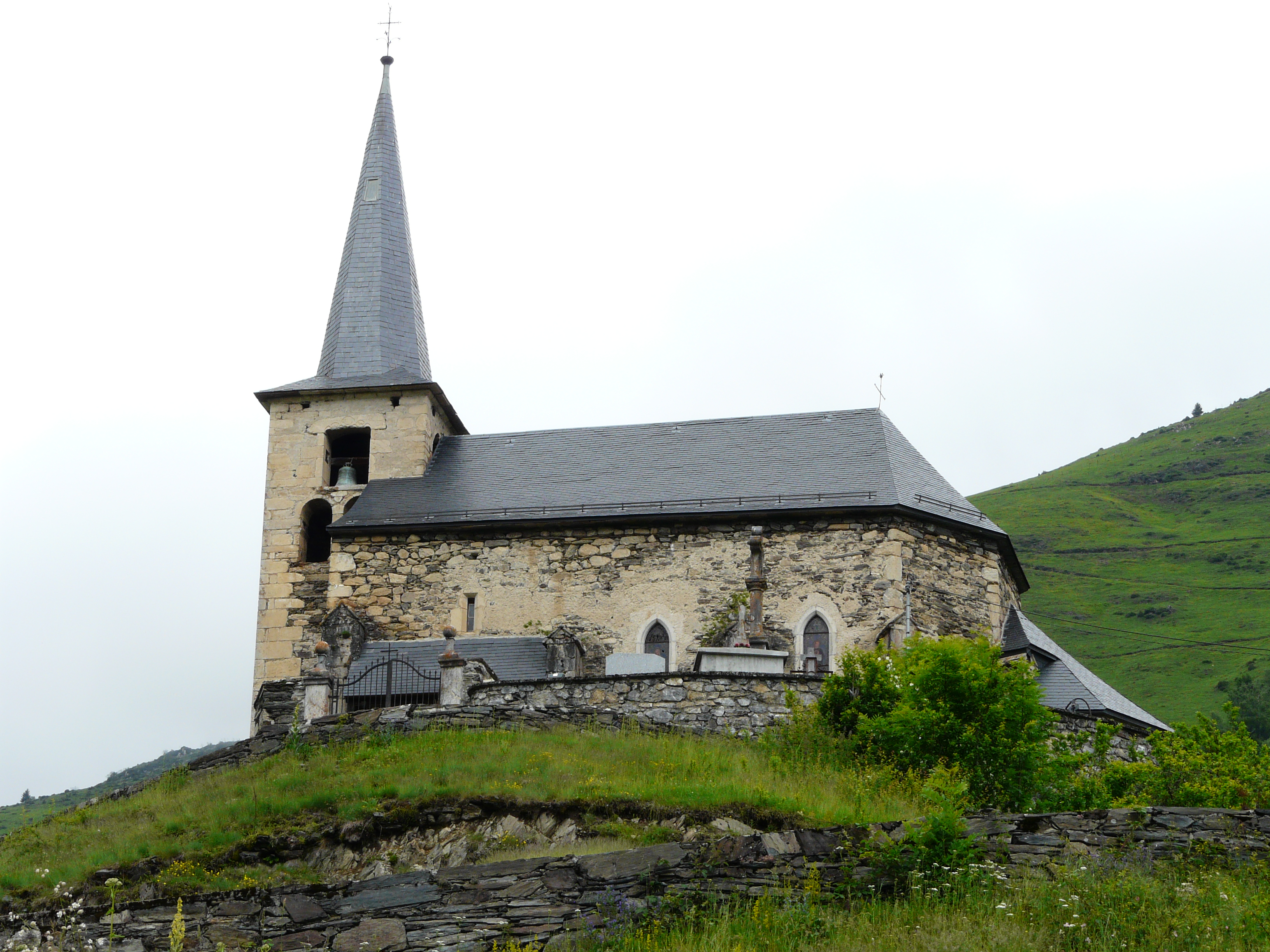
L'église

L'église est située dans le département français de la Haute-Garonne, en vallée d'Oueil, au nord-ouest du village de Cirès, qu'elle domine. Elle est entourée d'un petit cimetière.

## Historique
L'église de style gothique remonte au XVe siècle.
L'édifice est inscrit au titre des monuments historiques le 10 août 1977.

## Galerie de photos

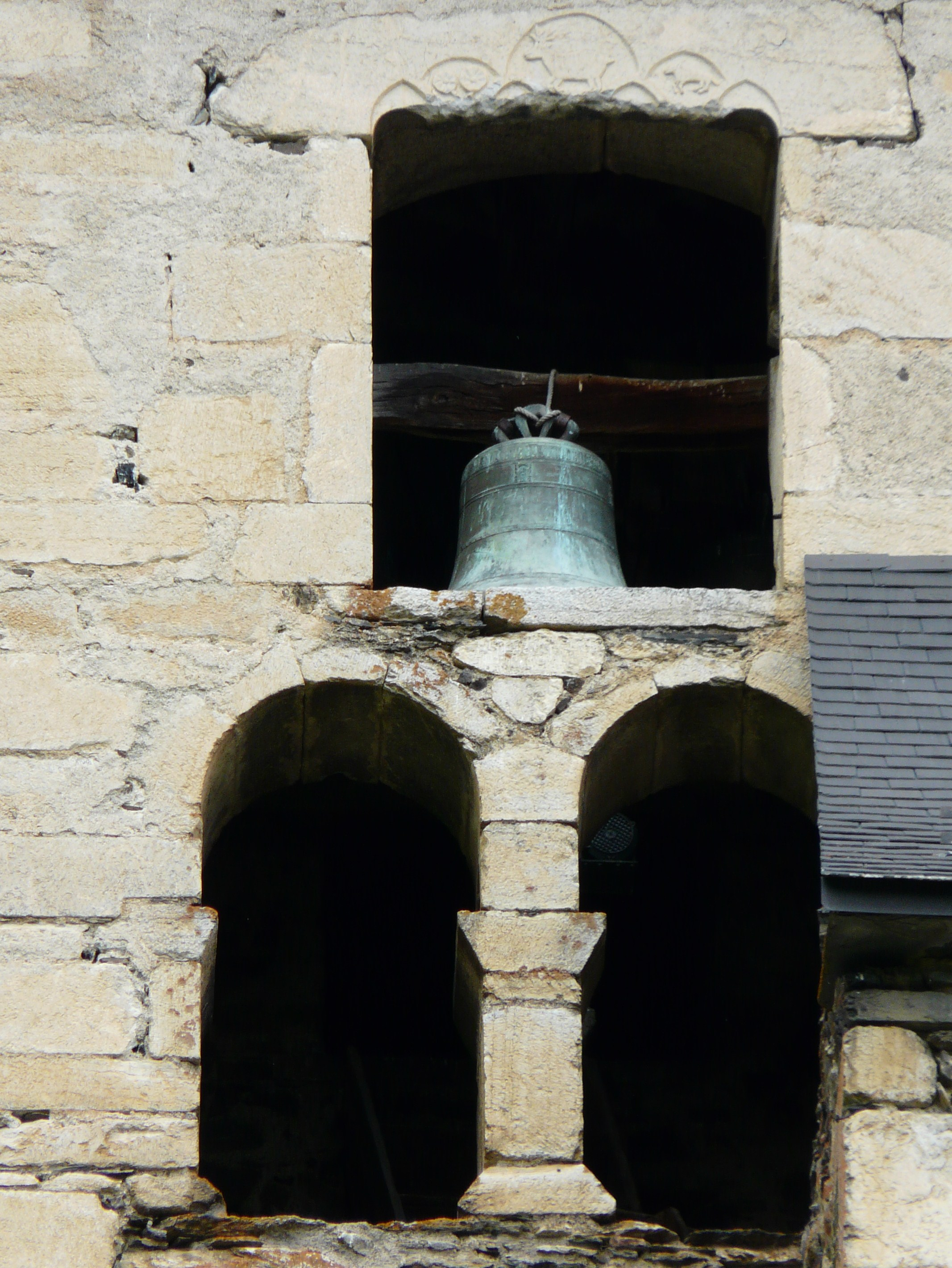
Les baies du clocher
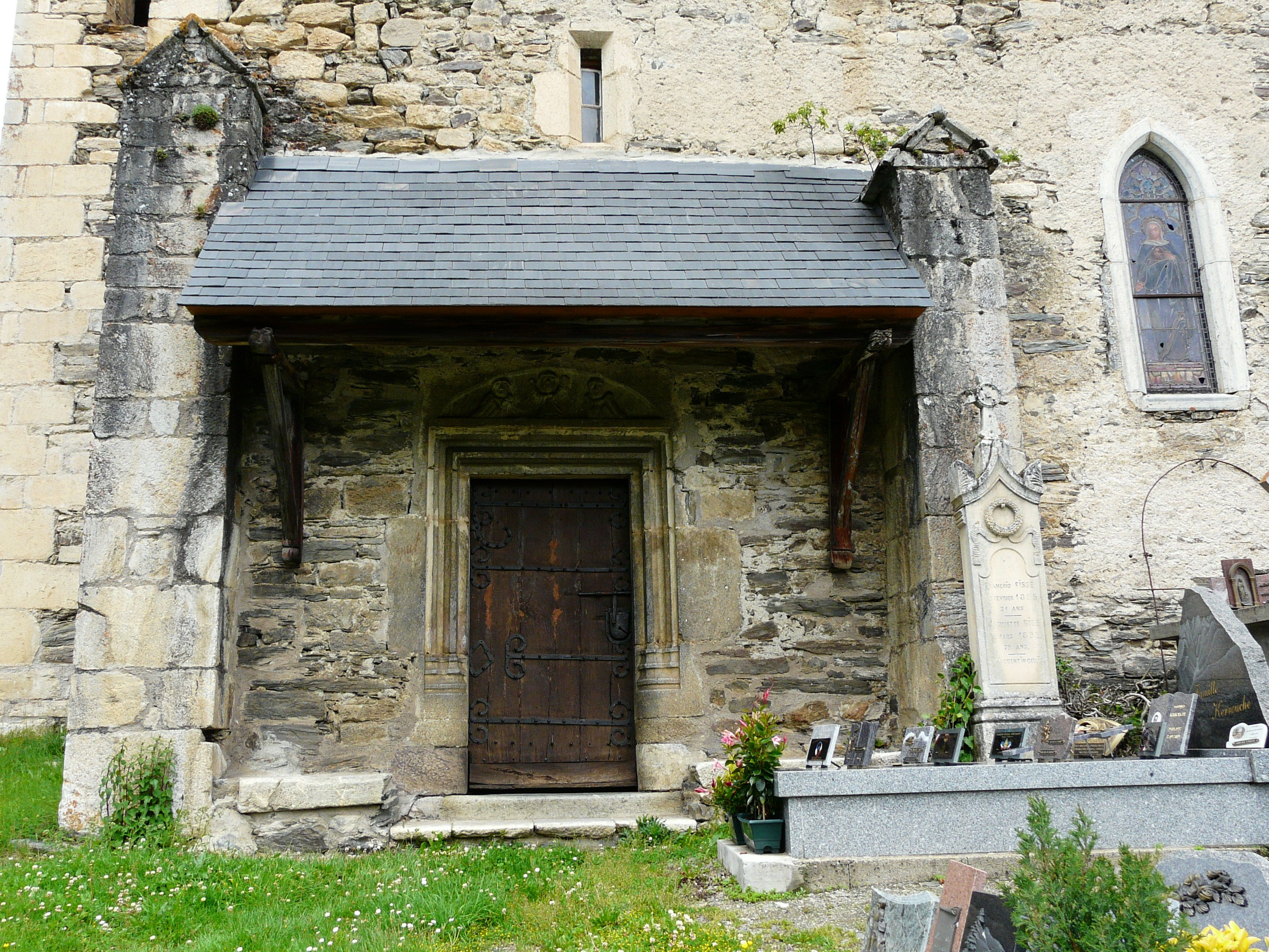
Le porche
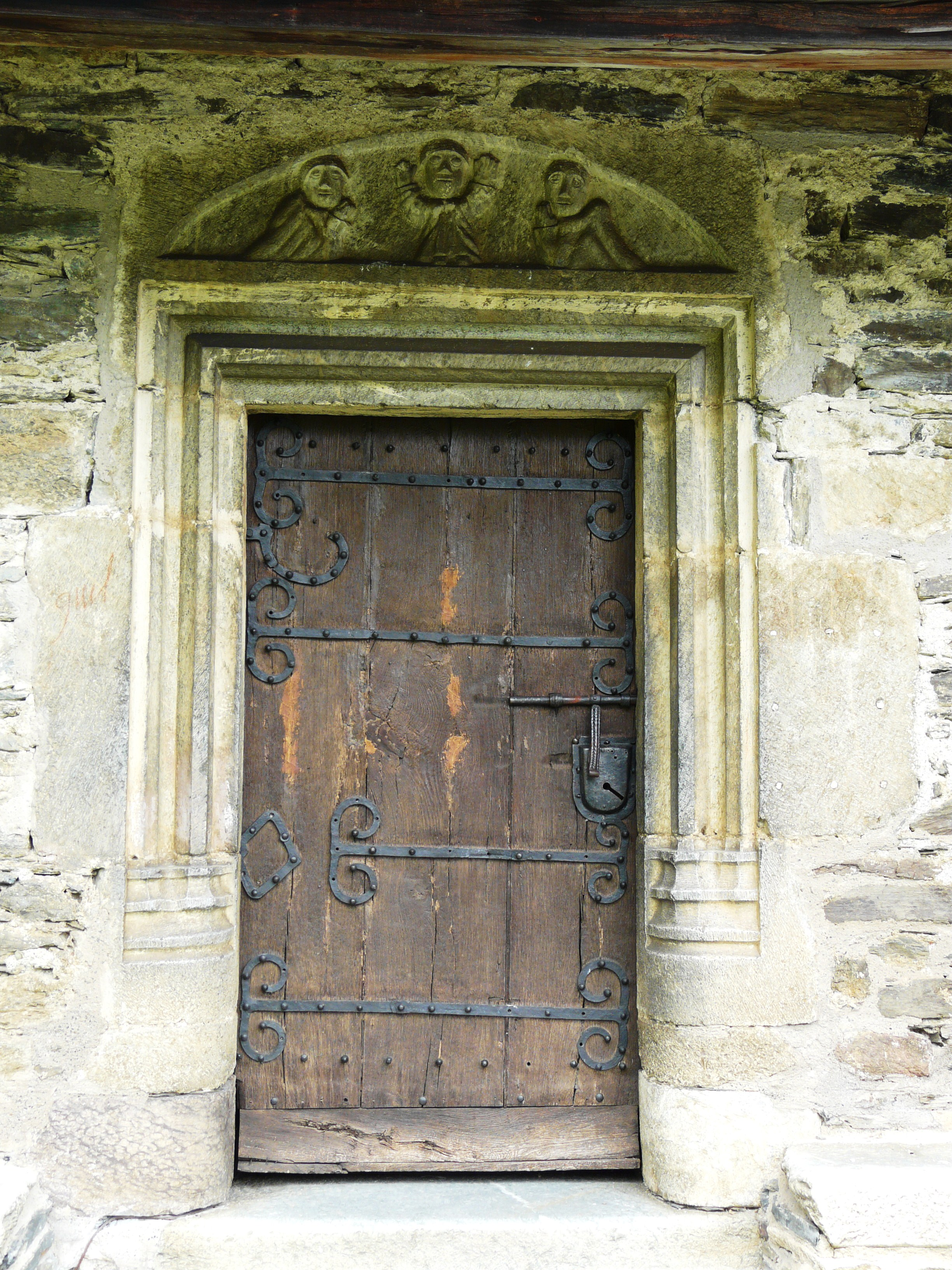
La porte et son tympan